# Fatmayı
Fatmayı è un comune dell'Azerbaigian situato nel distretto di Abşeron. Conta una popolazione di 1 816 abitanti.